# Teracotona melanocera
Teracotona melanocera är en fjärilsart som beskrevs av George Francis Hampson 1920. Teracotona melanocera ingår i släktet Teracotona och familjen björnspinnare. Inga underarter finns listade i Catalogue of Life.